# Sphodromantis abessinica
Sphodromantis abessinica é uma espécie de louva-a-deus da família dos Mantidae, sendo encontrados na Etiópia e na Somália.